# لوئیز دیاز
لوئیز فرناندو دیاز مارولاندا (انگلیسی: Luis Díaz؛ زادهٔ ۱۳ ژانویهٔ ۱۹۹۷) بازیکن فوتبال اهل کلمبیا است که در پست وینگر چپ برای باشگاه بایرن مونیخ در بوندسلیگا و تیم ملی کلمبیا بازی می‌کند.  
دیاز دوران حرفه ای خود را در دسته دوم لیگ دسته اول فوتبال برزیل در بارانکیلا آغاز کرد و سپس به اتلتیکو جونیور پیوست و با این تیم قهرمان دسته اول فوتبال برزیل، یک کوپا کلمبیا و یک سوپرلیگا کلمبیا شد. در سال ۲٠۱۹، او با مبلغ ۷ میلیون یورو به پورتو پیوست و دو عنوان قهرمانی لیگ برتر پرتغال، یک جام حذفی پرتغال و یک سوپرلیگای کاندیدای اولیویرا را به دست آورد. پس از ۱۴ گل در ۱۸ بازی لیگ در نیم فصل ۲٠۲۱–۲٠۲۲، لیورپول او را با قراردادی به ارزش ۴۵ میلیون یورو (۳۷.۵ میلیون پوند) به خدمت گرفت. او در اولین فصل حضورش در این تیم، جام اتحادیه و جام حذفی را فتح کرد و در فینال دوم به عنوان بهترین بازیکن زمین انتخاب شد. دیاز سپس در سال ۲٠۲۵ با مبلغ ۷۵ میلیون یورو شامل پاداش ها به بایرن مونیخ، قهرمان آلمان پیوست.  
دیاز اولین بازی ملی خود را برای تیم ملی کلمبیا در سال ۲٠۱۸ انجام داد. او بیش از ۶٠ بازی ملی برای تیم ملی کشورش انجام داده و به آنها کمک کرده تا در کوپا آمریکا ۲٠۲۱ به مقام سوم برسند، جایی که او همچنین کفش طلا را دریافت کرد و در سال ۲٠۲۴ نیز نایب قهرمان شد.  

## زندگی شخصی
در ۲۹ اکتبر ۲۰۲۳، مادر دیاز، سیلنیس مارولاندا و پدرش، لوئیس مانوئل دیاز توسط مردانی مسلح با موتورسیکلت در یک پمپ بنزین در زادگاهشان در بارانکاس ربوده شدند. مادر او یک روز بعد توسط پلیس نجات یافت و «جستجوی نظامی» برای یافتن پدرش اعلام شد. رئیس جمهور کلمبیا گوستاوو پترو اظهار داشت که «همه نیروهای عمومی مستقر شده اند» و روز بعد، ژنرال ویلیام رنه سالامانکا جایزه‌ای تا ۲۰۰  میلیون پزو برای اطلاعات در مورد محل اختفای پدر دیاز اعلام کرد. دیاز در بازی بعدی لیورپول در لیگ برتر مقابل ناتینگهام فارست غایب بود، در حالی که هم تیمی‌اش دیوگو ژوتا پیراهن دیاز را هنگام جشن گل بالا گرفت. پدرش در ۹ نوامبر توسط آدم ربایان آزاد شد.